# Rory Six
Rory Six ist ein belgischer Musicaldarsteller, Sänger, Tänzer und Komponist.

## Leben
In Belgien geboren, begann Rory Six 1998 seine Gesangsausbildung. Er nahm Unterricht bei Pascale de Turck am Royal Ballet of Flanders, dem bald die Ausbildung an der Fontys Stageschool in Tilburg (Gesang bei Edward Hoepelman) folgte. Dort spielte er unter anderem die Titelrolle im Musical Joe.

## Musikalischer Werdegang
Im Anschluss an sein Studium spielte Six alternierend den Bruder Lorenzo sowie den Prinzen von Verona in der belgischen und niederländischen Tournee von Romeo und Julia. Des Weiteren stand er als Solist in verschiedenen Shows, beispielsweise Musical from the heart oder Broadway’s spirit of Christmas, auf der Bühne.
Sein Debüt in Deutschland feierte der international tätige Künstler als Teil des Ensembles, sowie Cover Marius bei Les Misérables im Theater des Westens in Berlin. Anschließend stand er, neben seinem Part im Ensemble, als Cover Rudolf bei Elisabeth im Apollo Theater in Stuttgart auf der Bühne.
In der Schweizer Uraufführung war er 2007 in St. Gallen wieder bei Les Misérables zu sehen. Im selben Jahr übernahm er die Rolle des Jack Seward in Frank Wildhorns Dracula im Rahmen des Musical-Festivals in Graz. Bei den Festspielen Bad Hersfeld spielte Six die Rolle des John Utterson in Jekyll & Hyde.
Von 2009 bis 2010 war er Teil des Ensembles, sowie Cover Rudolf, in der deutschsprachigen Erstaufführung von Rudolf – Affaire Mayerling im Wiener Raimundtheater. Darauf folgte die Rolle des Malcolm MacGregor in The Full Monty bei den Festspielen Amstetten und am Deutschen Theater München.
Ab September 2012 stand er als ungarischer Adeliger sowie Cover Tod in der Jubiläumsproduktion von Elisabeth auf der Bühne des Raimundtheaters in Wien.
Vom September 2019 bis Juni 2022 war er im Musical Cats am Wiener Ronacher in der Rolle des „Alt Deuteronimus“ zu sehen.

## Arbeit als Komponist
Seine ersten Werke entstanden bereits vor seiner Ausbildung zum Musicaldarsteller. Er komponierte beispielsweise das Musical Araquiri für das Theater De Illusie (und spielte dort selbst die Rolle des Ayden).
Nach mehreren Jahren auf der Bühne widmete er sich wieder dem Komponieren. So entstand in Zusammenarbeit mit Kai Hüsgen das Musical Der Klang des Meeres. Anschließend schrieben sie (Buch, Text: Kai Hüsgen, Musik: Rory Six) das Musical Wenn Rosenblätter fallen, das auf dem preisgekrönten Roman von Brigitte Minne basiert. 2008 erschien ein Konzeptalbum mit Pia Douwes, Thomas Hohler und Lucy Scherer. Nach einem Workshop mit Carin Filipčić und Leigh Klinger wurde das Stück im Jahr 2010 unter dem Namen Een leeven zonder jouw (Ein Leben ohne Dich) in Amsterdam uraufgeführt. Später wurde es u. a. in Wien gespielt und soll demnächst auch im englischsprachigen Raum vorgestellt werden. Auch die Musicals „Die Mädchen von Oostende“ sowie „Ein wenig Farbe“ stammen aus seiner Feder.
| Personendaten    | Personendaten                                              |
| ---------------- | ---------------------------------------------------------- |
| NAME             | Six, Rory                                                  |
| KURZBESCHREIBUNG | belgischer Musicaldarsteller, Sänger, Tänzer und Komponist |
| GEBURTSDATUM     | 20. Jahrhundert                                            |